# Trautenfels
Trautenfels är en ort i den österrikiska kommunen Stainach-Pürgg i förbundslandet Steiermark. Trautenfels ligger vid floden Enns. Orten har 136 invånare (1 januari 2024).

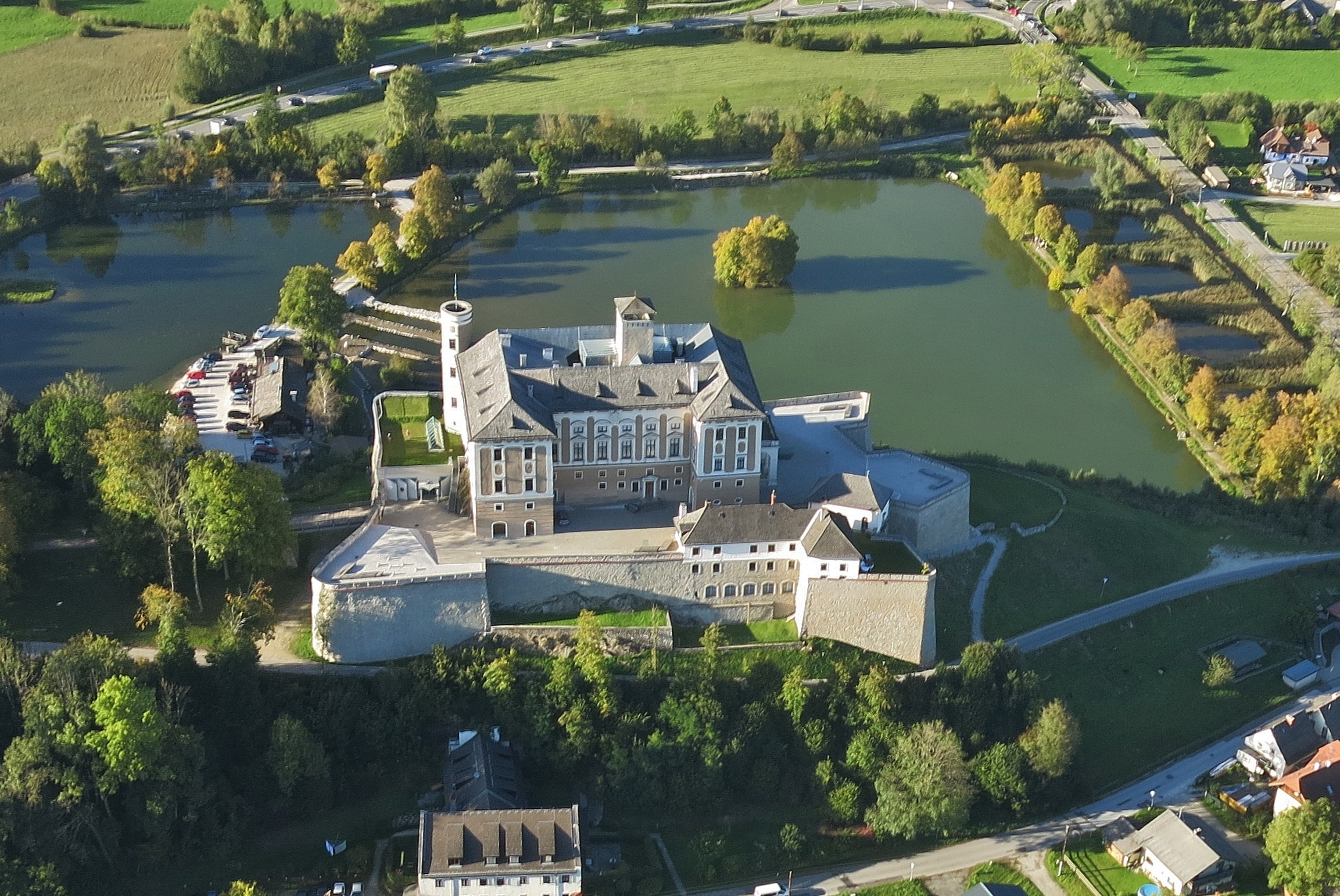
slottet Trautenfels

Trautenfels uppstod kring det nutida slottet Trautenfels, då en borg (Neuhaus) som ligger på en isolerad kulle vid floden Enns och fungerade som dalspärr.